# Маруяма (кофун)
Маруяма (яп. 丸山古墳 маруяма кофун) — курган в форме замочной скважины периода Кофун, расположенный в районе Дзидзодо города Кайдзука, Осака, в регионе Кансай в Японии. В 1956 году курган был объявлен Национальным историческим памятником Японии. Его также называют Дзидзо-до-Маруяма-кофун (地蔵堂丸山古墳). Общая длина сооружения составляет около 420 метров, что является очень большим размером для кургана, построенного в поздний период Кофун. 